# Samoa Americana en los Juegos Olímpicos de la Juventud 2018
Samoa Americana participó en los Juegos Olímpicos de la Juventud 2018 en Buenos Aires, Argentina, celebrados entre el 6 y el 18 de octubre de 2018. Su delegación estuvo conformada por doce atletas en cinco disciplinas. No obtuvo medallas en las justas.

## Medallero
| Presea        | Medalla de oro | Medalla de plata | Medalla de bronce | Total |
| ------------- | -------------- | ---------------- | ----------------- | ----- |
| TOTAL OFICIAL | 0              | 0                | 0                 | 0     |

## Disciplinas

### Atletismo
Samoa Americana clasificó a un atleta en esta disciplina.
- Atletismo masculino - Iosefa Mauga Jr.

### Balomnano de playa
Samoa Americana clasificó a su equipo femenino de balonmano de playa, conformado por 8 atletas.
- Torneo femenino - 1 equipo de 8 atletas

- Frances Nautu
- Stephanie Floor
- Danielle Floor
- Roselyn Faleao
- Naomi A'asa
- Philomena Tofaeono
- Jasmine Liu
- Imeleta Mata'utia

- Coach: Carl Sagapolutele Floor
- Assistant Coach (Defense): Joey Sagapolu

### Boxeo
Samoa Americana clasificó a un boxeador.
- Individual masculino - Falaniko Tauta

### Lucha
Samoa Americana clasificó a dos luchadores en esta disciplina.
- Individual masculino - Ariston Faamalosi Bartley
- Individual femenino - Ioana Ludgate